# Шимонович-Семигиновський Юрій Елевтерій
Юрій Елевтерій Шимонович-Семигиновський молодший (пол. Jerzy Siemiginowski-Eleuter; близько 1660 — 1711) — польський маляр і гравер, який працював у Львові.

## Життєпис
Родом зі Львова. Син Юрія Шимоновича-старшого. Мистецьку освіту здобув в Академії святого Луки в Римі, з 1682 року — академік. У 1683 році повернувся з Італії. Серед знайомих Семигиновського в Римі — Мартин Альтомонте, що пізніше працюватиме в резиденції Яна ІІІ Собеського в місті Жовква.
З 1686 року постійно працював надворним малярем короля Яна III Собєського, виконував його замовлення на роботи в замках Жовкви і Вілянова, в яких виконав чотири алегоричні пано («Весна», «Літо», «Осінь» і «Зима») для пляфонів, портрет королівської родини, та кінний портрет королівського подружжя. Йому приписують образ святої Анни в костелі святої Анни в Кракові і святого Севастіяна в Костелі святого Хреста у Варшаві, а також картини «Вакх», «Аріядна», «Свята Родина», що зберігаються у Львівській картинній галерії.
За сприяння Яна ІІІ отримав нобілітацію.
Робив розписи інтер'єру костелу Пречистої Діви Марії в Щучині.
Василь Петранович — його учень.

### Вибрані твори

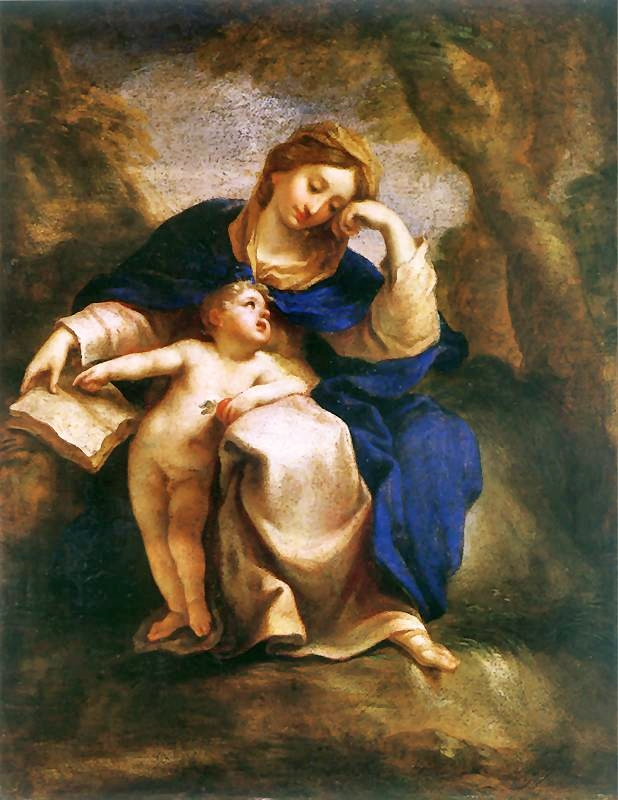
Мадонна з немовлям
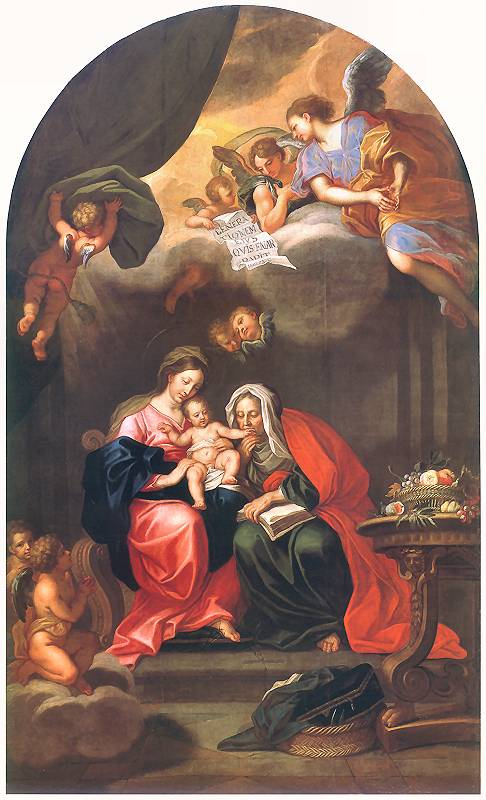
Мадонна з немовлям та Св. Анна
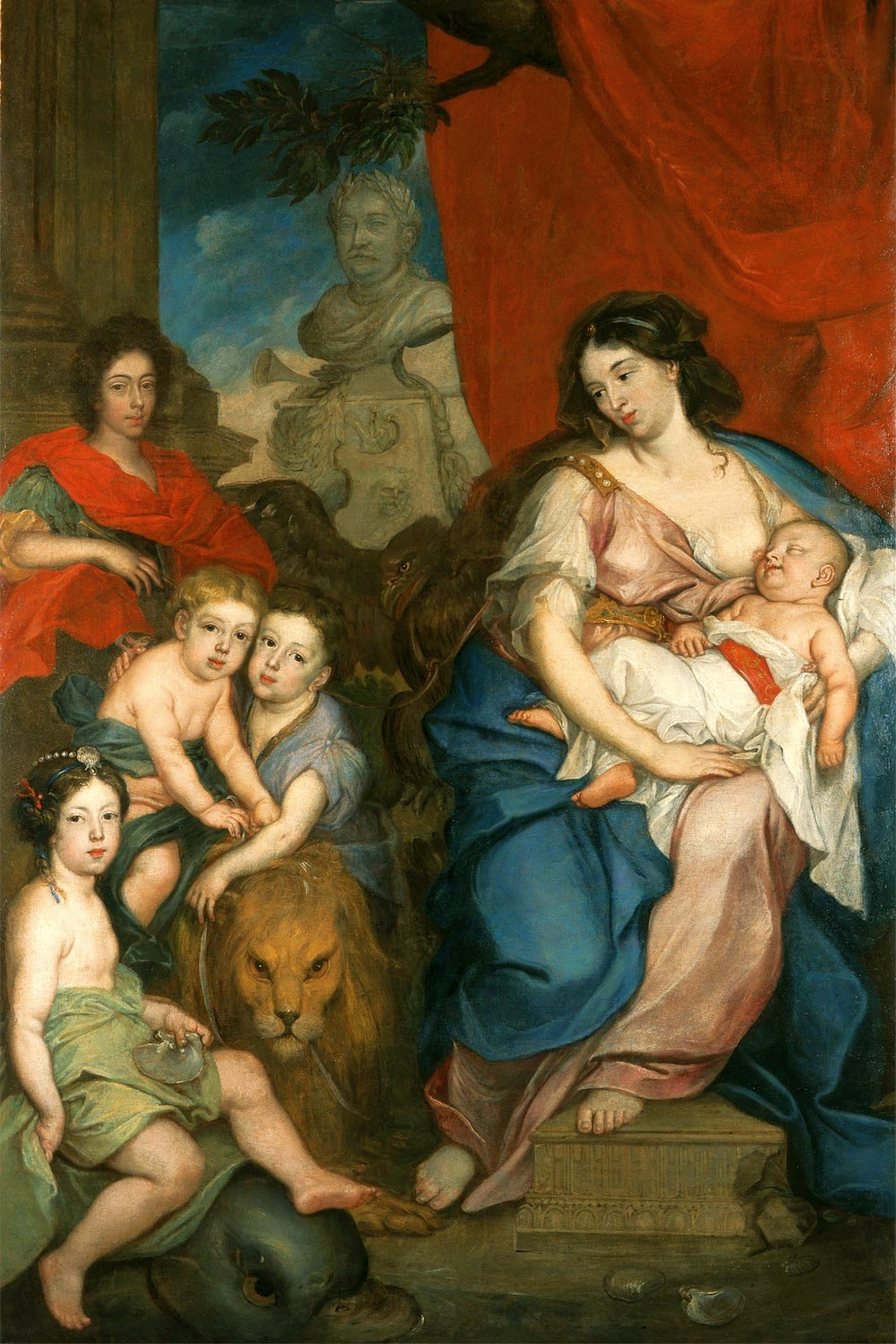
Королева Марія Казимира (Марисенька) з дітьми, Вілянівський палац
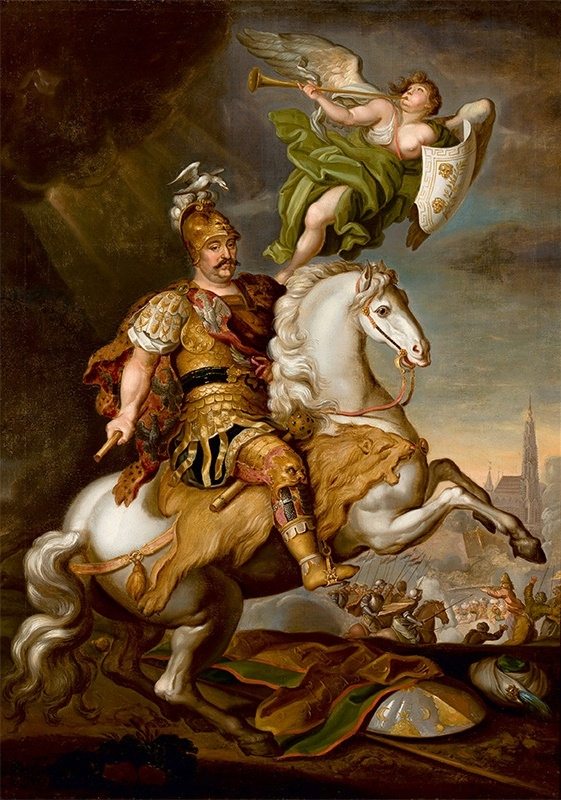
Ян III Собєський під Віднем
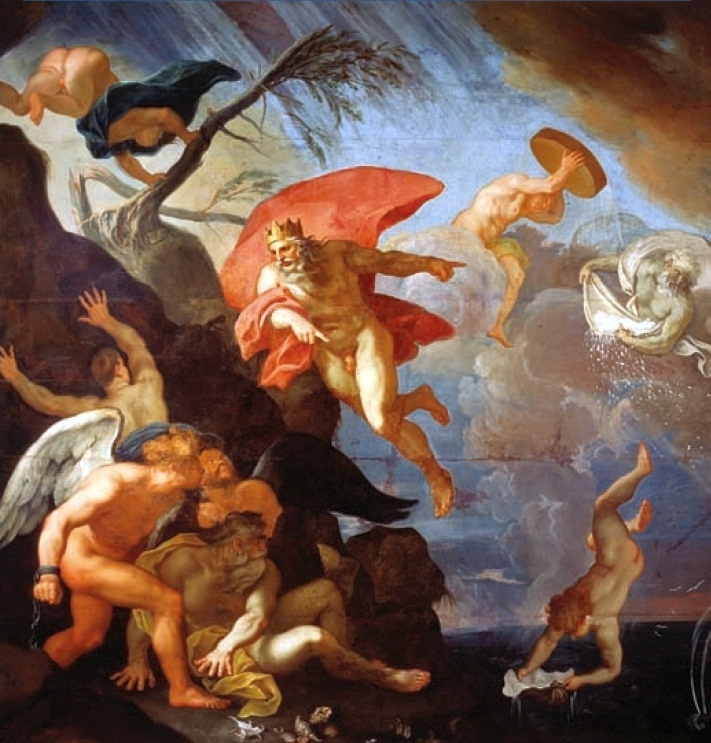
Алегорія Зими
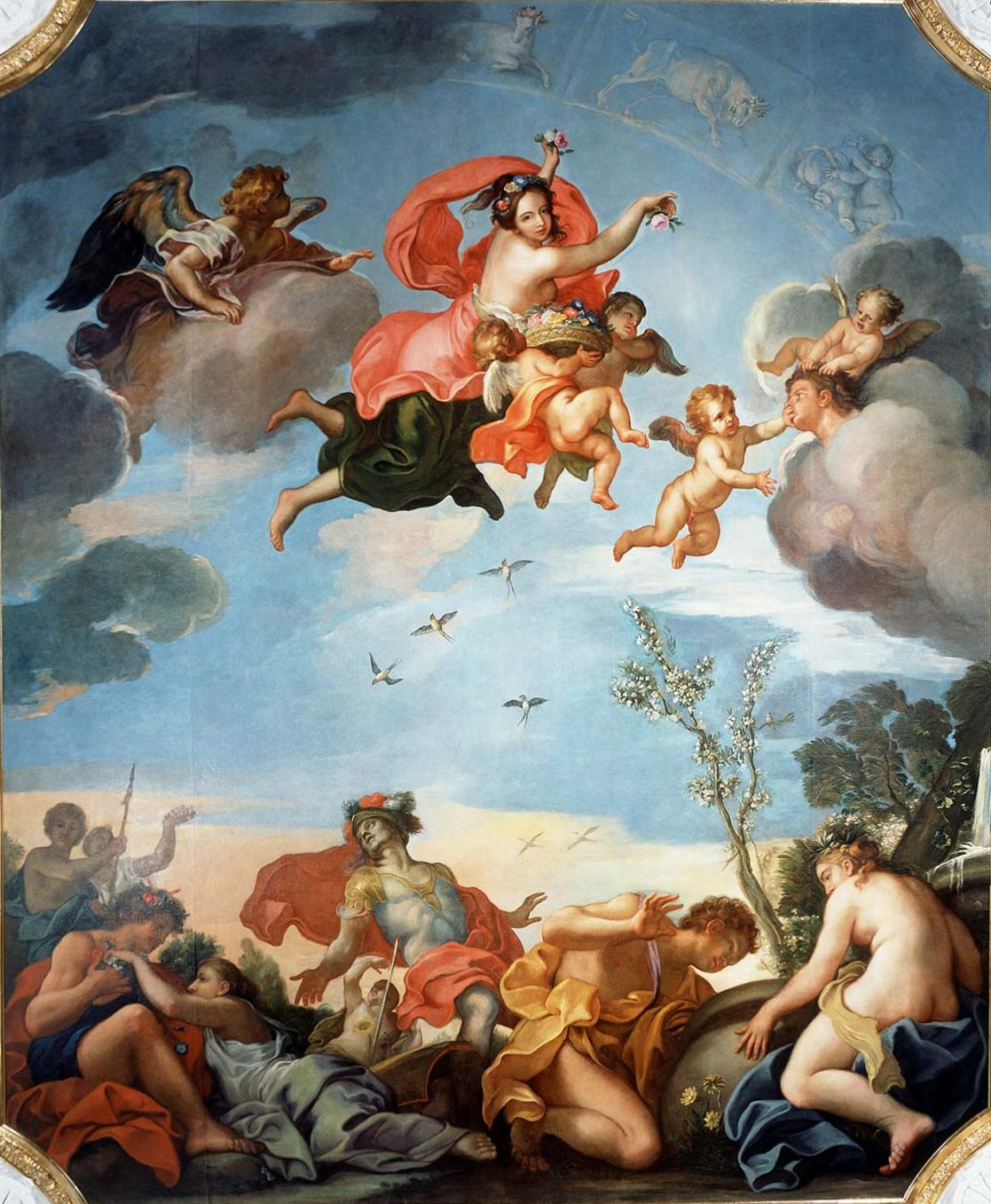
Алегорія Весни
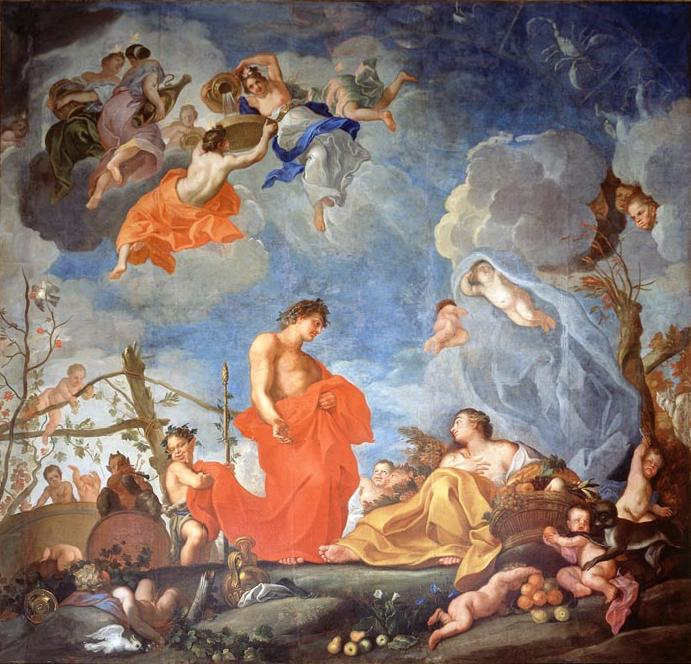
Алегорія Осені
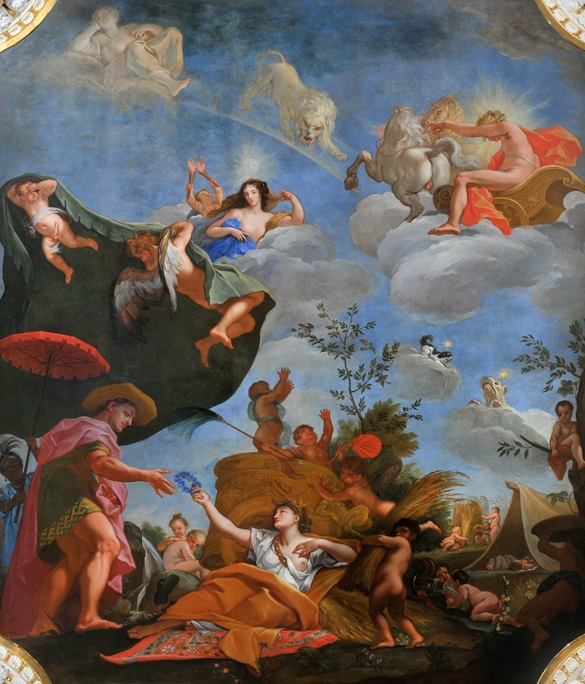
Алегорія Літа( всі чотири - Вілянівський палац )